# TO-66

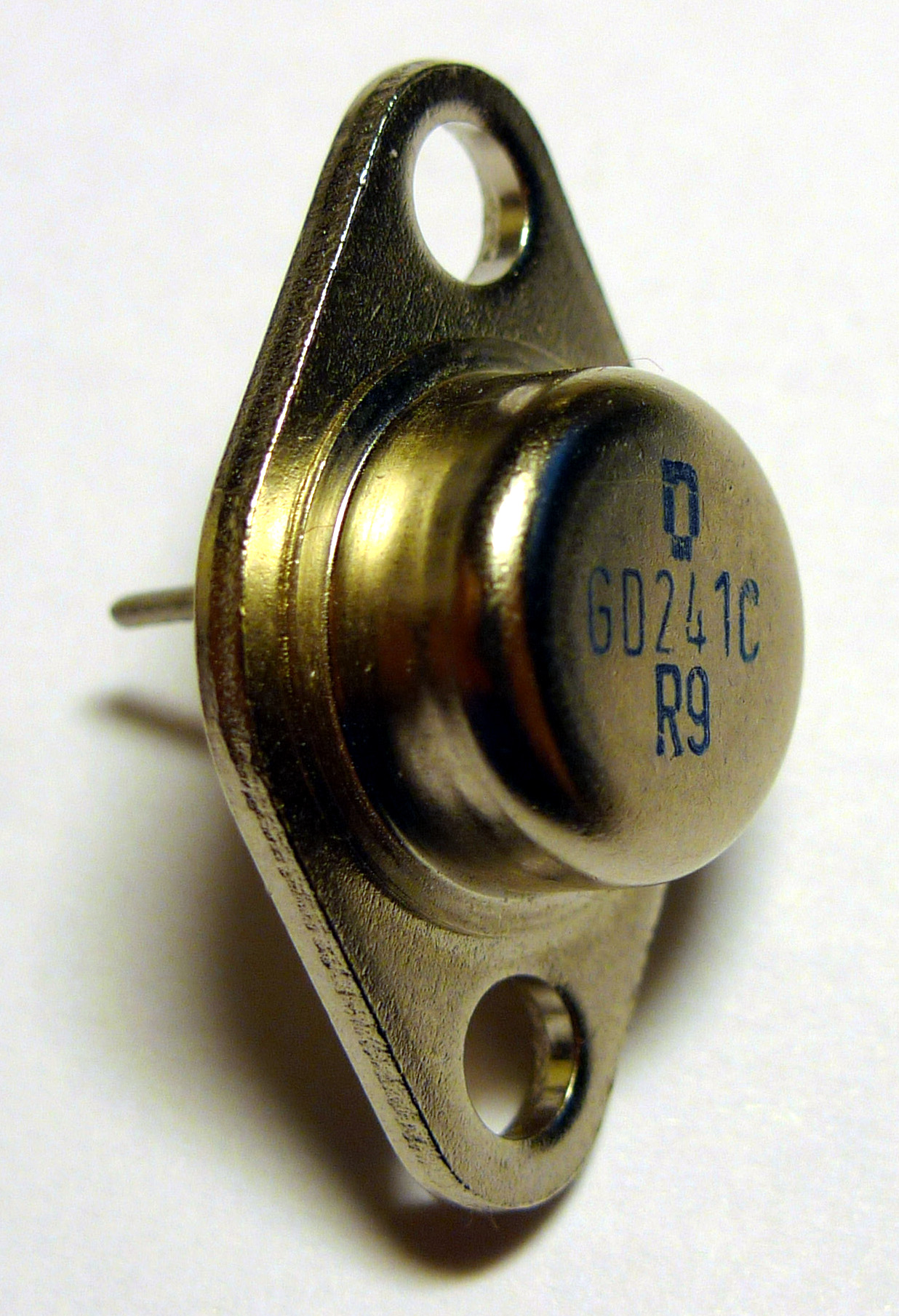
PNP tranzistor GD241 v pouzdře TO-66.

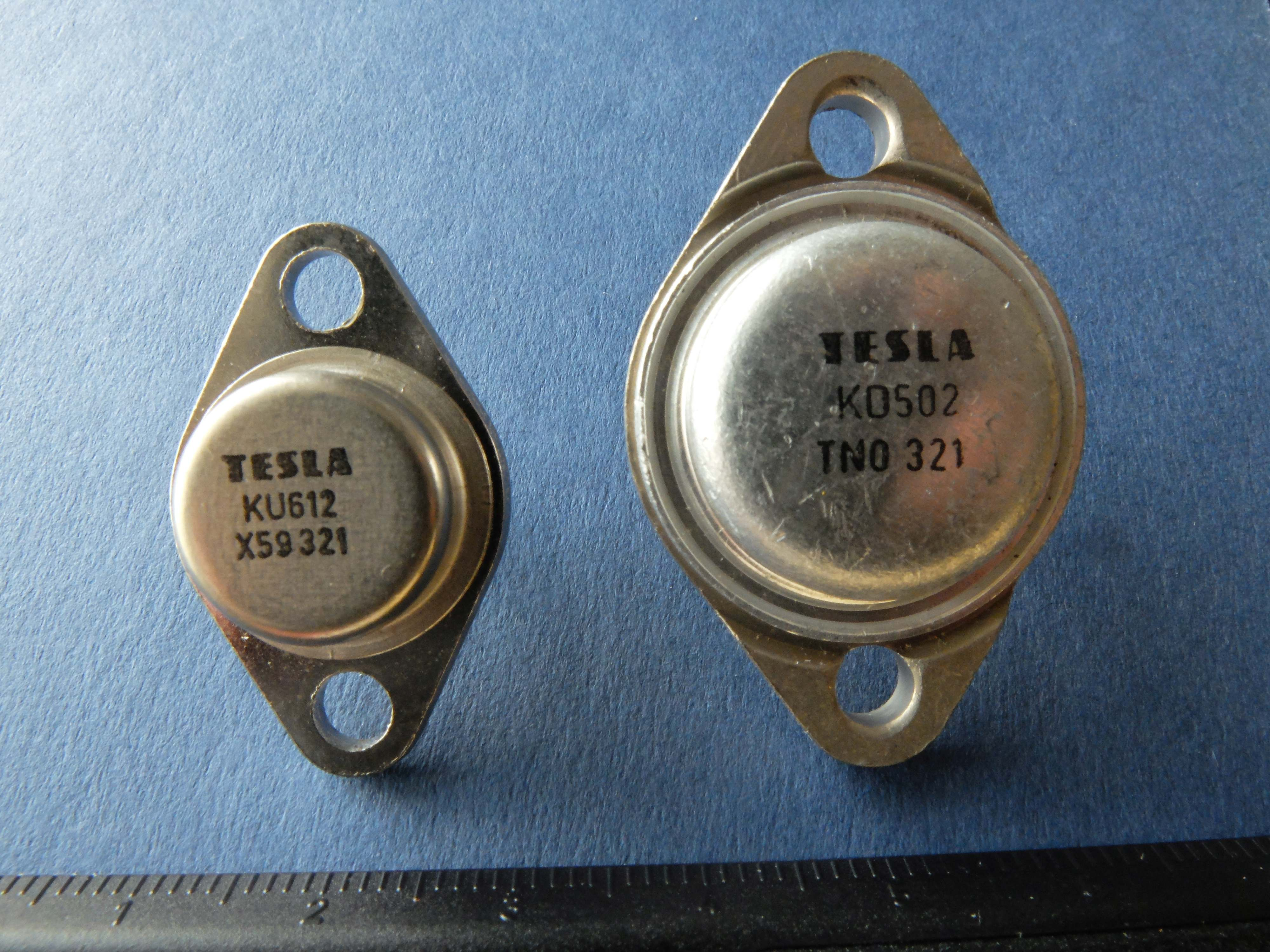
Porovnání pouzder TO-66 (vlevo) a TO-3 (vpravo).

TO-66 je typ pouzdra polovodičových součástek se třemi vývody, např. tranzistorů. Tvarem se podobá pouzdru TO-3, ale je menší. Pouzdro TO-66 je celé vyrobeno z kovu a často se používá pro výkonové tranzistory a křemíkové řízené usměrňovače.
V Evropě bylo toto pouzdro používané pro komplementární germaniové výkonové tranzistory AD161/AD162, v Československu pro křemíkové tranzistory řady KU (KU 611, 612) a KD (KD 333-338).
Pouzdro TO-66 sestává ze základové desky s diagonálami 31,4 mm (1,24 in) a 19,0 mm (0,75 in). Deska má na dlouhé diagonále dva montážní otvory se středy vzdálenými 23 mm (0,91 in). Čepička na jedné straně desky, pod kterou je umístěn polovodičový čip, zvětšuje celkovou výšku na 8,63 mm (0,340 in). Dva vývody na opačné straně desky jsou izolované od pouzdra skleněnými průchodkami. Kovové pouzdro tvoří třetí vývod (u bipolárních tranzistorů to obvykle je kolektor).

## Varianty
Označení TO-66 se často používá jako synonymum pro pouzdro se stejnými rozměry (pozicemi montážních otvorů a vývodů) jako TO-66.

### TO-123
TO-123 má maximální tloušťku základové desky zmenšenou z 1,90 mm (0,075 in) na 1,02 mm (0,040 in).

### TO-124
TO-124 má maximální tloušťku základové desky zvětšenou z 1,90 mm (0,075 in) na 2,59 mm (0,102 in) a maximální celkovou výšku z 8,63 mm (0,340 in) na 9,02 mm (0,355 in).

### TO-213
TO-213 nahrazuje starší označení přírubových pouzder s roztečí vývodů 5,08 mm (0,200 in). Nově jsou některá pouzdra definována jako varianty pouzdra TO-213: TO-66 je nově označováno jako TO-213-AA, TO-123 jako TO-213-AB a TO-124 jako TO-213-AC.

## Národní standardy
| Standardizační organizace       | Norma         | Označení pro | Označení pro | Označení pro |
| Standardizační organizace       | Norma         | TO-66        | TO-123       | TO-124       |
| ------------------------------- | ------------- | ------------ | ------------ | ------------ |
| JEDEC                           | JEP95         | TO-213-AA    | TO-213-AB    | TO-213-AC    |
| IEC                             | IEC 60191     |              |              | C13/B16      |
| EIAJ / JEITA                    | ED-7500A      | TC-16A/TB-12 | –            | TC-9/TB-12   |
| British Standards               | BS 3934       |              |              | TAK-55/SB2-5 |
| Gosstandart                     | GOST 18472—88 | –            | –            | KT-8         |
| Rosstandart                     | GOST R 57439  | –            | –            | KT-8         |
| Kombinat Mikroelektronik Erfurt | TGL 11811     | –            | –            | D            |
| Kombinat Mikroelektronik Erfurt | TGL 26713/11  | –            | –            | L2B          |